# Liège-Bastogne-Liège 2010
La 96e édition de Liège-Bastogne-Liège s'est déroulée le 25 avril 2010. Il s'agit de la 12e épreuve du Calendrier mondial UCI 2010. Elle a été remportée par le Kazakh Alexandre Vinokourov (Astana), qui devance son compagnon d'échappée, le Russe Alexander Kolobnev (Katusha) et le Belge Philippe Gilbert (Omega Pharma-Lotto). Il s'agit de sa deuxième victoire dans cette épreuve, après celle de 2005. L'Espagnol Alejandro Valverde initialement troisième de la course est disqualifié en raison d'une suspension rétroactive dont il fait l'objet. De plus, entre décembre 2011 et novembre 2019, Vinokourov est suspecté d'avoir acheté sa victoire auprès du Russe Kolobnev, alors que les deux coureurs se trouvaient en tête de la course. Finalement les deux hommes sont acquittés le 5 novembre 2019.
Le Belge Philippe Gilbert prend la tête du classement mondial.

## Présentation

### Participants
Liste de départ

#### Équipes
La liste des 26 équipes qui participeront à la course a été annoncée le 24 mars par l'organisateur Amaury Sport Organisation (ASO). Elle est identique à celle de la Flèche wallonne, qui a lieu quatre jours plus tôt et est également organisée par ASO. Elle comprend 17 équipes ProTour et 9 équipes continentales professionnelles :
- équipes ProTour : Milram, Omega Pharma-Lotto, Quick Step, Saxo Bank, Caisse d'Épargne, Euskaltel-Euskadi, Garmin-Transitions, HTC-Columbia, RadioShack, AG2R La Mondiale, La Française des jeux, Liquigas-Doimo, Astana, Rabobank, Sky, Katusha, Lampre-Farnese Vini
- équipes continentales professionnelles : Topsport Vlaanderen-Mercator, Landbouwkrediet - Tonissteiner, BMC Racing, BBox Bouygues Telecom, Cofidis, Acqua & Sapone, Androni Giocattoli, Cervélo TestTeam

L'équipe Footon-Servetto est la seule équipe ProTour à ne pas être invitée. Parmi les équipes continentales professionnelles, les équipes néerlandaises Skil-Shimano et Vacansoleil, présentes en 2009, ne sont pas invitées. Johnny Hoogerland (Vacansoleil), est par conséquent privé de participation à ces courses qu'il avait classées parmi ses objectifs de la saison.

#### Favoris
Andy Schleck (Saxo Bank) tentera de faire le doublé, après sa victoire en 2009. Son coéquipier et frère Fränk fait également partie des principaux favoris, avec Alejandro Valverde (Caisse d'Épargne), Damiano Cunego (Lampre-Farnese Vini), Kim Kirchen (Katusha), Cadel Evans (BMC Racing), Philippe Gilbert (Omega Pharma-Lotto), Robert Gesink (Rabobank) et Joaquim Rodríguez (Katusha).
D'autres coureurs sont cités parmi les favoris : Luis León Sánchez (Caisse d'Épargne), Vincenzo Nibali, Roman Kreuziger, Franco Pellizotti (Liquigas-Doimo), Simon Gerrans, Thomas Lövkvist (Sky), Sergueï Ivanov, Alexandr Kolobnev (Katusha), Stefano Garzelli (Acqua & Sapone) ou Michael Albasini (HTC-Columbia).
Les autres prétendants de ce Liège-Bastogne-Liège sont Maxime Monfort, Tony Martin (HTC-Columbia), Bradley Wiggins (Sky), Carlos Barredo (Quick Step), Christopher Horner (RadioShack), Alberto Contador, Alexandre Vinokourov (Astana), Carlos Sastre (Cervélo TestTeam), Igor Antón (Euskaltel-Euskadi).

### Parcours
La doyenne fait 258 km.

#### Côtes
- km 69,0 - Côte de la Roche-en-Ardenne - 2,8 km de montée à 4,9 %
- km 116,0 - Côte de Saint Roch - 0,8 km de montée à 12 %
- km 159,0 - Côte de Wanne - 2,7 km de montée à 7 %
- km 166,0 - Côte de Stockeu (Stèle Eddy Merckx) - 1,1 km de montée à 10,5 %
- km 186,0 - Col du Rosier - 6,4 km de montée à 4 %
- km 198,0 - Col du Maquisard - 2,8 km de montée à 4,5 %
- km 209,0 - Mont-Theux - 2,7 km de montée à 5,2 %
- km 223,0 - Côte de La Redoute - 2,1 km de montée à 8,4 %
- km 238,0 - Côte de la Roche-aux-faucons - 1,5 km de montée à 9,9 % (4,4km à 4,1 % en comptant les 2 parties)[5]
- km 252,0 - Côte de Saint-Nicolas - 1,0 km de montée à 11,1 %

## Récit de la course
Au km 3, Maxime Bouet (AG2R La Mondiale) s'échappe, en compagnie de Thomas De Gendt (Topsport Vlaanderen-Mercator), Alan Pérez (Euskaltel-Euskadi), Jussi Veikkanen (La Française des jeux), Dries Devenyns (Quick Step), Niki Terpstra (Milram) et Mauro Finetto (Liquigas-Doimo). Ils vont prendre rapidement du champ sur le peloton, qui accuse 8 minutes et 5 secondes de retard au km 30. Au km 57, Dirk Bellemakers (Landbouwkrediet) rejoint les échappés. Puis les BMC Racing vont contrôler l'écart, qui se stabilise autour de 5 minutes et 30 secondes.
Au sommet de la côte de Wanne, les hommes de tête possèdent 3 minutes et 10 secondes d’avance sur Jens Voigt (Saxo Bank), sorti du peloton, qui pointe à 3 minutes et 40 secondes. Au sommet de la côte de Stockeu, le groupe de tête, qui perd Maxime Bouet dans l'ascension, n'a plus que 2 minutes 20 d'avance sur Voigt et 2 minutes 50 sur le peloton. Voigt revient à une minute des échappés. Les Caisse d'Épargne s'inquètent de l'avancée du coureur de Saxo Bank, puisque Voigt pourrait servir de point d’appui pour les frères Schleck. Alejandro Valverde, le leader de la Caisse d'épargne, chute, mais peut repartir, avec cependant quelques séquelles. Voigt reprend les premiers lâchés de l'échappée matinale, mais se fait rejoindre par le peloton avant le col du Maquisard. Puis Maxime Monfort (HTC-Columbia) attaque et revient sur l'échapée. Il ne parvient cependant pas à suivre Devenyns, qui tente sa chance en solitaire. Alors que les autres échappés sont repris par le peloton, Cyril Gautier (BBox Bouygues Telecom) attaque, en vain. D'autres coureurs tentent leur chance, mais seul Bert Scheirlinckx (Landbouwkrediet) parvient à s'extirper du peloton. Devenyns et Scheirlinckx sont repris juste avant la côte de la Redoute par le peloton mené par les RadioShack.
Dans l'ascension, Valerio Agnoli (Liquigas-Doimo) accélère. Carlos Barredo (Quick Step) revient puis le dépasse peu avant le sommet. Agnoli revient, en compagnie de Stefano Garzelli (Acqua & Sapone), Tony Martin (HTC-Columbia) et Laurens ten Dam (Rabobank). Le peloton reprend les attaquants à 30 km de l'arrivée, avant que Bram Tankink (Rabobank) ne s'échappe, chassé par Sergueï Ivanov (Katusha). Ce dernier ne recolle pas et est repris au pied de la côte de la Roche-aux-faucons par un peloton mené par les Astana. Andy Schleck (Saxo Bank), profitant du travail de son équipe, attaque et seul Philippe Gilbert (Omega Pharma-Lotto) peut suivre. Derrière, Cadel Evans (BMC Racing) tente de limiter la casse dans le peloton. Avant le sommet, Bram Tankink est repris et lâché. Alberto Contador (Astana) se lance ensuite à la poursuite du duo de tête, qu'il rejoint dans la descente. Puis c'est au tour des autres favoris de revenir sur la tête de course.
Alexandre Vinokourov (Astana) attaque alors, profitant d'un moment de flottement et du marquage entre les différents leaders. Il n'est suivi que par Alexander Kolobnev (Katusha). Derrière, le groupe des favoris accélère, notamment sous l'impulsion de Philippe Gilbert, mais temporise ensuite. Gilbert décide alors de passer à l'offensive, suivi immédiatement par Alejandro Valverde (Caisse d'Épargne). Cadel Evans parvient à revenir sur le duo de poursuivants. Devant le stade du Standard de Liège, le duo de tête possède 30 secondes d'avance sur le groupe Gilbert et une minute sur le groupe Schleck.
Dans la Côte de Saint-Nicolas, Vinokourov attaque mais ne parvient pas à lâcher Kolobnev. Philippe Gilbert attaque également, mais avec plus de réussite, puisqu'il décramponne Valverde puis Evans, et se lance dans le défi de reprendre 30 secondes au duo de tête. Cependant, après avoir réduit l'écart à 20 secondes, il plafonne, et se fait même rejoindre par ses compagnons de chasse. Alexandre Vinokourov, plus en jambe que son compagnon d'échappée, accélère à 500 m de la ligne, et distance ainsi Alexandr Kolobnev pour remporter sa deuxième victoire dans l'épreuve, après celle de 2005. Dans le deuxième groupe, c'est Valverde qui remporte le sprint à trois,,.

## Classement final
|             | Coureur              | Pays       | Équipe                |    | Temps           |
| ----------- | -------------------- | ---------- | --------------------- | -- | --------------- |
| 1           | Alexandre Vinokourov | Kazakhstan | Astana                | en | 6 h 37 min 48 s |
| 2           | Alexander Kolobnev   | Russie     | Katusha               | +  | 6 s             |
| disqualifié | Alejandro Valverde   | Espagne    | Caisse d'Épargne      |    | 1 min 04 s      |
| 3           | Philippe Gilbert     | Belgique   | Omega Pharma-Lotto    |    | 1 min 04 s      |
| 4           | Cadel Evans          | Australie  | BMC Racing            |    | 1 min 04 s      |
| 5           | Andy Schleck         | Luxembourg | Team Saxo Bank        |    | 1 min 07 s      |
| 6           | Igor Antón           | Espagne    | Euskaltel-Euskadi     |    | 1 min 07 s      |
| 7           | Christopher Horner   | États-Unis | RadioShack            |    | 1 min 07 s      |
| 8           | Fränk Schleck        | Luxembourg | Team Saxo Bank        |    | 1 min 07 s      |
| 9           | Alberto Contador     | Espagne    | Astana                |    | 1 min 07 s      |
| 10          | Thomas Voeckler      | France     | BBox Bouygues Telecom |    | 1 min 18 s      |

### Prix des monts
|   | Cycliste         | Équipe                       | Points |
| - | ---------------- | ---------------------------- | ------ |
| 1 | Thomas De Gendt  | Topsport Vlaanderen-Mercator | 14     |
| 2 | Dirk Bellemakers | Landbouwkrediet              | 14     |
| 3 | Philippe Gilbert | Omega Pharma-Lotto           | 5      |

### Points UCI
|    | Coureur              | Pays       | Équipe                | Pts |
| -- | -------------------- | ---------- | --------------------- | --- |
| 1  | Alexandre Vinokourov | Kazakhstan | Astana                | 100 |
| 2  | Alexandr Kolobnev    | Russie     | Katusha               | 80  |
| 3  | Philippe Gilbert     | Belgique   | Omega Pharma-Lotto    | 70  |
| 4  | Cadel Evans          | Australie  | BMC Racing            | 60  |
| 5  | Andy Schleck         | Luxembourg | Saxo Bank             | 50  |
| 6  | Igor Antón           | Espagne    | Euskaltel-Euskadi     | 40  |
| 7  | Christopher Horner   | États-Unis | RadioShack            | 30  |
| 8  | Fränk Schleck        | Luxembourg | Saxo Bank             | 20  |
| 9  | Alberto Contador     | Espagne    | Astana                | 10  |
| 10 | Thomas Voeckler      | France     | BBox Bouygues Telecom | 4   |